# Alberto Jiménez Monteagudo
Alberto Jiménez Monteagudo (Valdeganga, Albacete; 27 de septiembre de 1974) es un exjugador y entrenador de fútbol español.

## Trayectoria como jugador
Alberto Monteagudo se formó en la cantera del Albacete Balompié, jugó muchísimas temporadas en la segunda división jugando en una infinidad de equipos consiguiendo ascensos a primera división. Su larga trayectoria como futbolista donde militó en equipos como Albacete, CE Hospitalet, Manchego, Recreativo de Huelva, CP Mérida, Real Murcia, UD Las Palmas, Algeciras, Xerez CD, Numancia, Vecindario y Lucena, donde se retiró, pasando a ejercer las labores de técnico.

## Trayectoria como entrenador
En marzo de 2010 tras colgar las botas como jugador del Lucena CF, tomó las riendas del equipo, hizo una campaña muy buena dejando al equipo cordobés a punto de entrar en la zona de play-off de ascenso.
En verano del 2010 sonó para entrenar a varios equipos en segunda división pero a pocos días de empezar la temporada firmaría con la Cultural y Deportiva Leonesa con quien también logró la permancia deportiva, pese a las vicisitudes económicas a las que tuvo que hacer frente.
En abril de 2012 toma el relevo del destituido Moisés Arteaga en el banquillo del CD Badajoz, firma con el club pacense, donde se reencontrará con algunos exjugadores y con Rafael Rojas, que podría haber sido su máximo valedor en las negociaciones. 
Para la temporada 2012-13 se convertirtió en entrenador del Cádiz CF, siendo despedido en noviembre.
En 2013 se convierte en entrenador de La Roda Club de Fútbol.
En 2016 tomó las riendas del FC Cartagena, a cuyos servicio estuvo hasta julio de 2018. El equipo, bajo su mandato, quedó dos veces a las puertas del ascenso. Durante la temporada 2016-17 quedaría cuarto de la liga regular y disputó play-off de ascenso, quedando eliminado por el FC Barcelona B en semifinales. La siguiente temporada, la 2017-18 sería campeón del Grupo IV y fue especialmente duro el desenlace del 'playoff' de ascenso a Segunda División, en el cual perdería las eliminatorias finales frente a Rayo Majadahonda con un gol en el minuto 97 y frente al Extremadura UD más tarde. En julio de 2018, a pesar de que le quedaba un año de contrato, se marchó de mutuo acuerdo con el club.
En septiembre de 2018, se confirma su fichaje por el Apollon Smyrnis de la Super Liga de Grecia, primera división griega, tras el despido del francés Valérien Ismaël. Sin embargo, pronto se desvinculó del club heleno, firmando a continuación por el Club Deportivo Lugo. En abril de 2019 fue destituido.
El 1 de julio de 2019, firma como entrenador, por dos temporadas, del Real Club Recreativo de Huelva (Grupo IV de la Segunda División B de España). Fue entrenador hasta el 11 de febrero de 2020, cuando el club anuncia oficialmente rescindir su contrato por la mala racha de jornadas llevadas desde el inicio hasta febrero de la temporada 2019/2020. Lo deja décimo tercero en la clasificación con 29 puntos en 24 jornadas, consiguiendo siete triunfos, ocho empates y nueve derrotas, estando situado a 12 puntos de la zona de 'play-off' de ascenso, a cuatro de la de 'play-out' por la permanencia y a seis del descenso. Y en la Copa del Rey ganó un partido, empató otro y perdió otro.
El 20 de febrero de 2022, firma como entrenador de la Real Balompédica Linense de la Primera División RFEF. El 16 de octubre de 2022, es destituido tras conseguir 4 puntos de 24 posibles, siendo relevado por Rafael Escobar.
El 14 de febrero de 2024, firma por el Universidad Católica de Murcia Club de Fútbol de la Segunda División RFEF, con el que firma hasta el final de la temporada. Tras no alcanzar los puestos de play-offs de ascenso no sería renovado por el conjunto murciano.

## Clubes como entrenador
| Club                                          | País   | Año       |
| --------------------------------------------- | ------ | --------- |
| Lucena CF                                     | España | 2009-2010 |
| Cultural y Deportiva Leonesa                  | España | 2010-2011 |
| Club Deportivo Badajoz                        | España | 2011-2012 |
| Cádiz Club de Fútbol                          | España | 2012      |
| La Roda Club de Fútbol                        | España | 2013-2014 |
| Fútbol Club Cartagena                         | España | 2016-2018 |
| Apollon Smyrnis                               | Grecia | 2018      |
| Club Deportivo Lugo                           | España | 2018-2019 |
| Real Club Recreativo de Huelva                | España | 2019-2020 |
| Real Balompédica Linense                      | España | 2022      |
| Universidad Católica de Murcia Club de Fútbol | España | 2024      |